# Bembina apicalis
Bembina apicalis är en fjärilsart som beskrevs av Walker 1855. Bembina apicalis ingår i släktet Bembina och familjen tofsspinnare. Inga underarter finns listade i Catalogue of Life.